# 駱宗詩
駱宗詩（1998年10月14日—）出生在中國廣西省北海市，是一名中国女子跆拳道运动员，主攻57公斤级。

## 战绩
2018年，骆宗诗參加雅加達亞運會跆拳道項目女子57公斤级比賽，在決賽以6-5擊敗韩国选手李雅凜，获得金牌。
2022年，骆宗诗參加墨西哥世界跆拳道錦標賽女子57公斤级項目，在決赛以2:0擊敗中華台北選手羅嘉翎，获得冠军。